# William Stern
William Stern (29. april 1871 – 27. marts 1938), født Wilhelm Louis Stern, var en tysk psykolog og filosof, der virkede som pioner indenfor de psykologiske felter personlighed og intelligens. Han opfandt konceptet med intelligenskvotient, eller IK, og standardiserede Alfred Binets første intelligenstest. Sterns arbejde blev senere brugt af Lewis Terman og andre forskere til at udvikle de første IK-tests.
Stern var også pioneer i hvad der blev kaldt udsagnspsykologien eller vidneudsagnet psykologi.
Han udgav artiklen "Zur Psychologie der Ausfrage" i 1902.

## Bøger
- Stern, W. (1912). "The Psychological Methods of Intelligence Testing" (G. Whipple, Trans.). Baltimore: Warwick and York.
- General Psychology from the Personalistic Standpoint (1938)